# 6607 Matsushima
A 6607 Matsushima (ideiglenes jelöléssel 1991 UL2) a Naprendszer kisbolygóövében található aszteroida. Kin Endate és Vatanabe Kazuró fedezte fel 1991. október 29-én.